# Effectifs de la Coupe du monde de rugby à XIII 2017
 (mars 2025).
Cet article présente les effectifs de la Coupe du monde de rugby à XIII 2017 des quatorze sélections qui disputent la compétition en Australie, en Nouvelle-Zélande et en Papouasie-Nouvelle-Guinée en 2017. Chaque équipe donne initialement une liste de vingt-trois joueurs.

## Poule A

### Australie
Entraîneur:  Mal Meninga 
| Joueur                   | Matchs | Points | Club                          |
| ------------------------ | ------ | ------ | ----------------------------- |
| Darius Boyd,             | 0      | 0      | Brisbane Broncos              |
| Reagan Campbell-Gillard, | 0      | 0      | Penrith Panthers              |
| Will Chambers            | 0      | 0      | Melbourne Storm               |
| Boyd Cordner (vc)        | 0      | 0      | Sydney Roosters               |
| Cooper Cronk             | 0      | 0      | Melbourne Storm               |
| Josh Dugan               | 0      | 0      | St. George Illawarra Dragons  |
| Andrew Fifita,           | 0      | 0      | Cronulla-Sutherland Sharks    |
| Tyson Frizell            | 0      | 0      | St. George Illawarra Dragons  |
| Dane Gagai               | 0      | 0      | Newcastle Knights             |
| Matt Gillett             | 0      | 0      | Brisbane Broncos              |
| Wade Graham              | 0      | 0      | Cronulla-Sutherland Sharks    |
| Valentine Holmes         | 0      | 0      | Cronulla-Sutherland Sharks    |
| Ben Hunt                 | 0      | 0      | Brisbane Broncos              |
| Felise Kaufusi           | 0      | 0      | Melbourne Storm               |
| David Klemmer            | 0      | 0      | Canterbury-Bankstown Bulldogs |
| James Maloney            | 0      | 0      | Cronulla-Sutherland Sharks    |
| Josh Mansour,            | 0      | 0      | Penrith Panthers              |
| Josh McGuire             | 0      | 0      | Brisbane Broncos              |
| Jordan McLean            | 0      | 0      | Melbourne Storm               |
| Michael Morgan           | 0      | 0      | North Queensland Cowboys      |
| Cameron Munster          | 0      | 0      | Melbourne Storm               |
| Billy Slater             | 0      | 0      | Melbourne Storm               |
| Cameron Smith (c)        | 0      | 0      | Melbourne Storm               |
| Jake Trbojevic           | 0      | 0      | Manly-Warringah Sea Eagles    |
| Tom Trbojevic            | 0      | 0      | Manly-Warringah Sea Eagles    |
| Aaron Woods              | 0      | 0      | Wests Tigers                  |

### Angleterre
Wayne Bennett
| Joueur              | Matchs | Points | Club                          |
| ------------------- | ------ | ------ | ----------------------------- |
| John Bateman        | 0      | 0      | Wigan Warriors                |
| Kevin Brown         | 0      | 0      | Warrington Wolves             |
| Sam Burgess         | 0      | 0      | South Sydney Rabbitohs        |
| Tom Burgess (en)    | 0      | 0      | South Sydney Rabbitohs        |
| Ben Currie          | 0      | 0      | Warrington Wolves             |
| Luke Gale           | 0      | 0      | Castleford Tigers             |
| James Graham        | 0      | 0      | Canterbury-Bankstown Bulldogs |
| Ryan Hall           | 0      | 0      | Leeds Rhinos                  |
| Chris Heighington   | 0      | 0      | Cronulla-Sutherland Sharks    |
| Chris Hill          | 0      | 0      | Warrington Wolves             |
| Josh Hodgson        | 0      | 0      | Canberra Raiders              |
| Jonny Lomax         | 0      | 0      | St. Helens                    |
| Jermaine McGillvary | 0      | 0      | Huddersfield Giants           |
| Mike McMeeken       | 0      | 0      | Castleford Tigers             |
| Sean O'Loughlin     | 0      | 0      | Wigan Warriors                |
| Mark Percival       | 0      | 0      | St. Helens                    |
| Stefan Ratchford    | 0      | 0      | Warrington Wolves             |
| James Roby          | 0      | 0      | St. Helens                    |
| Scott Taylor (en)   | 0      | 0      | Hull FC                       |
| Alex Walmsley       | 0      | 0      | St. Helens                    |
| Kallum Watkins      | 0      | 0      | Leeds Rhinos                  |
| Elliott Whitehead   | 0      | 0      | Canberra Raiders              |
| Gareth Widdop       | 0      | 0      | St. George Illawarra Dragons  |
| George Williams     | 0      | 0      | Wigan Warriors                |

### France
Entraîneur:  Aurélien Cologni
| Joueur           | Matchs | Points | Club              |
| ---------------- | ------ | ------ | ----------------- |
| Bastien Ader     | 1      | 4      | Toulouse          |
| Olivier Arnaud   | 0      | 0      | Avignon           |
| Lucas Albert     | 1      | 0      | Dragons Catalans  |
| Jason Baitieri   | 1      | 0      | Dragons Catalans  |
| William Barthau  | 1      | 6      | London Broncos    |
| Ilias Bergal     | 1      | 0      | Dragons Catalans  |
| Lambert Belmas   | 0      | 0      | Dragons Catalans  |
| Guillaume Bonnet | 0      | 0      | Lézignan          |
| Julian Bousquet  | 1      | 0      | Dragons Catalans  |
| Clément Boyer    | 1      | 0      | Toulouse          |
| John Boudebza    | 0      | 0      | London Broncos    |
| Damien Cardace   | 1      | 4      | Lézignan          |
| Nabil Djalout    | 1      | 0      | Dragons Catalans  |
| Théo Fages (c)   | 1      | 0      | St Helens         |
| Benjamin Garcia  | 1      | 0      | Dragons Catalans  |
| Maxime Hérold    | 0      | 0      | Limoux            |
| Benjamin Jullien | 1      | 0      | Warrington Wolves |
| Thibaut Margalet | 1      | 0      | Dragons Catalans  |
| Rémy Marginet    | 0      | 0      | Lézignan          |
| Antoni Maria     | 1      | 0      | Leigh Centurions  |
| Hakim Miloudi    | 0      | 0      | Hull FC           |
| Mark Kheirallah  | 1      | 0      | Toulouse          |
| Romain Navarrete | 0      | 0      | Wigan Warriors    |
| Éloi Pélissier   | 1      | 0      | Leigh Centurions  |
| Mickaël Rouch    | 0      | 0      | Limoux            |
| Gadwin Springer  | 0      | 0      | Castleford Tigers |
| Fouad Yaha       | 1      | 0      | Dragons Catalans  |

En plus des vingt-quatre joueurs sélectionnés, quatre joueurs sont réservistes : Kevin Larroyer, Lambert Belmas, Rémy Marginet and Ilias Bergal.

### Liban
Entraîneur:  Brad Fittler
Daniel Abou-Sleiman remplace Reece Robinson qui annule sa participation pour blessure.
| Joueur                   | Matchs | Points | Club                          |
| ------------------------ | ------ | ------ | ----------------------------- |
| Daniel Abou-Sleiman (en) | 0      | 0      |                               |
| Danny Barakat (en)       | 0      | 0      | Wentworthville Magpies        |
| Jamie Clark (en)         | 0      | 0      | Auburn Warriors               |
| Adam Doueihi             | 1      | 4      | South Sydney Rabbitohs        |
| James Elias (en)         | 1      | 0      | West Newcastle                |
| Ahmad Ellaz (en)         | 1      | 0      | Auburn Warriors               |
| Robbie Farah (c)         | 1      | 0      | South Sydney Rabbitohs        |
| Nick Kassis (en)         | 1      | 0      | Blacktown Workers Sea Eagles  |
| Andrew Kazzi (en)        | 1      | 0      | Wests Tigers                  |
| Anthony Layoun (en)      | 1      | 4      | Parramatta Eels               |
| Michael Lichaa (en)      | 1      | 0      | Canterbury-Bankstown Bulldogs |
| Mitchell Mamary (en)     | 1      | 0      | Wentworthville Magpies        |
| Bilal Maarbani (en)      | 0      | 0      | Manly-Warringah Sea Eagles    |
| Abbas Miski (en)         | 1      | 0      | North Sydney Bears            |
| Tim Mannah (en)          | 1      | 0      | Parramatta Eels               |
| Mitchell Moses (vc)      | 1      | 13     | Parramatta Eels               |
| Ray Moujalli (en)        | 0      | 0      | Canterbury-Bankstown Bulldogs |
| Travis Robinson (en)     | 1      | 8      | Newtown Jets                  |
| Chris Saab (en)          | 0      | 0      | Blacktown Workers Sea Eagles  |
| Raymond Sabat (en)       | 0      | 0      | Lycans FC                     |
| Jaleel Seve-Derbas (en)  | 1      | 0      | Wests Tigers                  |
| Elias Sukkar (en)        | 1      | 0      | Wentworthville Magpies        |
| Alex Twal (en)           | 1      | 0      | Wests Tigers                  |
| Jason Wehbe (en)         | 1      | 0      | Unattached                    |

## Poule B

### Nouvelle-Zélande
Entraîneur:  David Kidwell
| Joueur                  | Matchs | Points | Club                         |
| ----------------------- | ------ | ------ | ---------------------------- |
| Nelson Asofa-Solomona   | 0      | 0      | Melbourne Storm              |
| Justyce Hunia (en)      | 0      | 0      | Cronulla-Sutherland Sharks   |
| Adam Blair (c)          | 0      | 0      | Brisbane Broncos             |
| Kenneath Bromwich       | 0      | 0      | Melbourne Storm              |
| Addin Fonua-Blake       | 0      | 0      | Manly Sea Eagles             |
| Peta Hiku (en)          | 0      | 0      | Warrington Wolves            |
| Shaun Johnson           | 0      | 0      | New Zealand Warriors         |
| Thomas Leuluai          | 0      | 0      | Wigan Warriors               |
| Danny Levi              | 0      | 0      | Newcastle Knights            |
| Isaac Liu               | 0      | 0      | Sydney Roosters              |
| Simon Mannering         | 0      | 0      | New Zealand Warriors         |
| Te Maire Martin         | 0      | 0      | North Queensland Cowboys     |
| Jason Nightingale       | 0      | 0      | St. George Illawarra Dragons |
| Kodi Nikorima           | 0      | 0      | Brisbane Broncos             |
| Russell Packer (en)     | 0      | 0      | St. George Illawarra Dragons |
| Jordan Rapana           | 0      | 0      | Canberra Raiders             |
| Brad Takairangi (en)    | 0      | 0      | Parramatta Eels              |
| Joseph Tapine           | 0      | 0      | Canberra Raiders             |
| Martin Taupau           | 0      | 0      | Manly Sea Eagles             |
| Elijah Taylor           | 0      | 0      | Wests Tigers                 |
| Roger Tuivasa-Sheck     | 0      | 0      | New Zealand Warriors         |
| Jared Waerea-Hargreaves | 0      | 0      | Sydney Roosters              |
| Dallin Watene-Zelezniak | 0      | 0      | Penrith Panthers             |
| Dean Whare              | 0      | 0      | Penrith Panthers             |

### Samoa
Entraîneur:  Matt Parish
| Joueur                | Matchs | Points | Club                         |
| --------------------- | ------ | ------ | ---------------------------- |
| Bunty Afoa (en)       | 0      | 0      | New Zealand Warriors         |
| Leeson Ah Mau         | 0      | 0      | St. George Illawarra Dragons |
| Fa'amanu Brown (en)   | 0      | 0      | Cronulla-Sutherland Sharks   |
| Herman Ese'ese (en)   | 0      | 0      | Brisbane Broncos             |
| Pita Godinet          | 0      | 0      | Manly-Warringah Sea Eagles   |
| Tim Lafai             | 0      | 0      | St. George Illawarra Dragons |
| Joseph Leilua         | 0      | 0      | Canberra Raiders             |
| Ricky Leutele (en)    | 0      | 0      | Cronulla-Sutherland Sharks   |
| Sam Lisone (en)       | 0      | 0      | New Zealand Warriors         |
| Jarome Luai           | 0      | 0      | Penrith Panthers             |
| Suaia Matagi (en)     | 0      | 0      | Parramatta Eels              |
| Peter Mata'utia (en)  | 0      | 0      | Newcastle Knights            |
| Sione Mata'utia (en)  | 0      | 0      | Newcastle Knights            |
| Ken Maumalo           | 0      | 0      | New Zealand Warriors         |
| Tautau Moga (en)      | 0      | 0      | Brisbane Broncos             |
| Zane Musgrove (en)    | 0      | 0      | South Sydney Rabbitohs       |
| Josh Papalii          | 0      | 0      | Canberra Raiders             |
| Joseph Paulo          | 0      | 0      | Cronulla-Sutherland Sharks   |
| Junior Paulo (en)     | 0      | 0      | Canberra Raiders             |
| Frank Pritchard (c)   | 0      | 0      | Parramatta Eels              |
| Ben Roberts (en)      | 0      | 0      | Castleford Tigers            |
| Sam Tagataese (en)    | 0      | 0      | Cronulla-Sutherland Sharks   |
| Jazz Tevaga (en)      | 0      | 0      | New Zealand Warriors         |
| Young Tonumaipea (en) | 0      | 0      | Sydney Roosters              |
| Frank Winterstein     | 0      | 0      | Manly-Warringah Sea Eagles   |
| Matthew Wright (en)   | 0      | 0      | Manly-Warringah Sea Eagles   |

### Écosse
Entraîneur:  Steve McCormack
| Joueur                 | Matchs | Points | Club                      |
| ---------------------- | ------ | ------ | ------------------------- |
| Danny Addy (en)        | 0      | 0      | Hull Kingston Rovers      |
| Jarred Anderson (en)   | 0      | 0      | Sydney Roosters           |
| James Bell (en)        | 0      | 0      | New Zealand Warriors      |
| Andrew Bentley         | 0      | 0      | Toulouse Olympique        |
| Kane Bentley           | 0      | 0      | Toulouse Olympique        |
| Ryan Brierley (en)     | 0      | 0      | Toronto Wolfpack          |
| Sam Brooks (en)        | 0      | 0      | Featherstone Rovers       |
| Danny Brough           | 0      | 0      | Huddersfield Giants       |
| Luke Douglas (en)      | 0      | 0      | St. Helens                |
| Dale Ferguson (en)     | 0      | 0      | Huddersfield Giants       |
| Ben Hellewell (en)     | 0      | 0      | London Broncos            |
| Ben Kavanagh (en)      | 0      | 0      | Hull Kingston Rovers      |
| Frankie Mariano (en)   | 0      | 0      | Featherstone Rovers       |
| Kieran Moran (en)      | 0      | 0      | Hull Kingston Rovers      |
| Will Oakes (en)        | 0      | 0      | Hull Kingston Rovers      |
| Callum Phillips (en)   | 0      | 0      | Workington Town           |
| Matthew Russell        | 0      | 0      | Warrington Wolves         |
| David Scott (en)       | 0      | 0      | Batley Bulldogs           |
| Lachlan Stein (en)     | 0      | 0      | Penrith Panthers          |
| Lewis Tierney          | 0      | 0      | Wigan Warriors            |
| Oscar Thomas (en)      | 0      | 0      | Bradford Bulls            |
| Shane Toal (en)        | 0      | 0      | Barrow Raiders            |
| Alex Walker (en)       | 0      | 0      | London Broncos            |
| Jonathan Walker (en)   | 0      | 0      | Darlington Point Roosters |
| Brandan Wilkinson (en) | 0      | 0      | Bradford Bulls            |

### Tonga
Entraîneur:  Kristian Woolf
| Joueur                  | Matchs | Points | Club                          |
| ----------------------- | ------ | ------ | ----------------------------- |
| Andrew Fifita           | 0      | 0      | Cronulla-Sutherland Sharks    |
| Mahe Fonua              | 0      | 0      | Hull FC                       |
| David Fusitu'a          | 0      | 0      | New Zealand Warriors          |
| Siliva Havili           | 0      | 0      | St. George Illawarra Dragons  |
| Ata Hingano (en)        | 0      | 0      | New Zealand Warriors          |
| William Hopoate         | 0      | 0      | Canterbury-Bankstown Bulldogs |
| Konrad Hurrell          | 0      | 0      | Gold Coast Titans             |
| Michael Jennings        | 0      | 0      | Parramatta Eels               |
| Solomone Kata           | 0      | 0      | New Zealand Warriors          |
| Sione Katoa (en)        | 0      | 0      | Penrith Panthers              |
| Samisoni Langi          | 0      | 0      | Leigh Centurions              |
| Tuimoala Lolohea        | 0      | 0      | Wests Tigers                  |
| Sika Manu               | 0      | 0      | Hull FC                       |
| Manu Ma'u               | 0      | 0      | Parramatta Eels               |
| Sam Moa                 | 0      | 0      | Catalans Dragons              |
| Ben Murdoch-Masila (en) | 0      | 0      | Salford Red Devils            |
| Joe Ofahengaue          | 0      | 0      | Brisbane Broncos              |
| Tevita Pangai Junior    | 0      | 0      | Brisbane Broncos              |
| Ukuma Ta'ai (en)        | 0      | 0      | Huddersfield Giants           |
| Sio Siua Taukeiaho      | 0      | 0      | Sydney Roosters               |
| Jason Taumalolo         | 0      | 0      | North Queensland Cowboys      |
| Peni Terepo (en)        | 0      | 0      | Parramatta Eels               |
| Daniel Tupou            | 0      | 0      | Sydney Roosters               |
| Manu Vatuvei            | 0      | 0      | Salford Red Devils            |

## Poule C

### Papouasie-Nouvelle-Guinée
Entraîneur:  Michael Marum
| Joueur                 | Matchs | Points | Club                          |
| ---------------------- | ------ | ------ | ----------------------------- |
| Paul Aiton             | 0      | 0      | Dragons Catalans              |
| Stanton Albert (en)    | 0      | 0      | Papua New Guinea Hunters      |
| Wellington Albert (en) | 0      | 0      | Papua New Guinea Hunters      |
| Stargroth Amean (en)   | 0      | 0      | Papua New Guinea Hunters      |
| Kurt Baptiste (en)     | 0      | 0      | Canberra Raiders              |
| Ase Boas (en) (vc)     | 0      | 0      | Papua New Guinea Hunters      |
| Watson Boas (en)       | 0      | 0      | Papua New Guinea Hunters      |
| Rod Griffin (en)       | 0      | 0      | Canterbury-Bankstown Bulldogs |
| Lachlan Lam (en)       | 0      | 0      | Sydney Roosters               |
| Garry Lo               | 0      | 0      | Sheffield Eagles              |
| Nene Macdonald (en)    | 0      | 0      | St. George Illawarra Dragons  |
| Enoch Maki (en)        | 0      | 0      | Papua New Guinea Hunters      |
| Rhyse Martin           | 0      | 0      | Canterbury-Bankstown Bulldogs |
| David Mead (en) (c)    | 0      | 0      | Brisbane Broncos              |
| Moses Meninga (en)     | 0      | 0      | Papua New Guinea Hunters      |
| Willie Minoga (en)     | 0      | 0      | Papua New Guinea Hunters      |
| Justin Olam            | 0      | 0      | Melbourne Storm               |
| Kato Ottio             | 0      | 0      | Canberra Raiders              |
| Luke Page (en)         | 0      | 0      | Burleigh Bears                |
| Nixon Put (en)         | 0      | 0      | Papua New Guinea Hunters      |
| Wartovo Puara Jr (en)  | 0      | 0      | Papua New Guinea Hunters      |
| James Segeyaro         | 0      | 0      | Cronulla-Sutherland Sharks    |
| Thompson Teteh (en)    | 0      | 0      | Redcliffe Dolphins            |

### Pays de Galles
Entraîneur:  John Kear
| Joueur                 | Matchs | Points | Club                      |
| ---------------------- | ------ | ------ | ------------------------- |
| Danny Ansell (en)      | 0      | 0      | Hunslet                   |
| Matt Barron (en)       | 0      | 0      | Newcastle Thunder         |
| Gavin Bennion (en)     | 0      | 0      | Rochdale Hornets          |
| Joe Burke (en)         | 0      | 0      | Oldham Roughyeds          |
| Chester Butler (en)    | 0      | 0      | Halifax                   |
| Michael Channing (en)  | 0      | 0      | London Broncos            |
| Courtney Davies (en)   | 0      | 0      | Gloucestershire All Golds |
| Ben Evans (en)         | 0      | 0      | London Broncos            |
| Matty Fozard (en)      | 0      | 0      | Sheffield Eagles          |
| Andrew Gay (en)        | 0      | 0      | South Wales Ironmen       |
| Regan Grace            | 0      | 0      | St. Helens                |
| Dalton Grant (en)      | 0      | 0      | London Broncos            |
| Sam Hopkins (en)       | 0      | 0      | Leigh Centurions          |
| Phil Joseph (en) (vc)  | 0      | 0      | Workington Town           |
| Elliot Kear (en) (vc)  | 0      | 0      | London Broncos            |
| Morgan Knowles         | 0      | 0      | St. Helens                |
| Craig Kopczak (en) (c) | 0      | 0      | Salford Red Devils        |
| Rhodri Lloyd (en)      | 0      | 0      | Swinton Lions             |
| Ben Morris (en)        | 0      | 0      | St. Helens                |
| Steve Parry (en)       | 0      | 0      | Gloucestershire All Golds |
| Josh Ralph (en)        | 0      | 0      | Tweed Heads Seagulls      |
| Christiaan Roets (en)  | 0      | 0      | South Wales Ironmen       |
| Matt Seamark (en)      | 0      | 0      | Wynnum Manly Seagulls     |
| Rhys Williams (en)     | 0      | 0      | London Broncos            |

### Irlande
Entraîneur:  Mark Aston
| Joueur                    | Matchs | Points | Club                       |
| ------------------------- | ------ | ------ | -------------------------- |
| Kyle Amor                 | 0      | 0      | St Helens                  |
| Ed Chamberlain (en)       | 0      | 0      | Widnes Vikings             |
| Casey Dunne (en)          | 0      | 0      | Athboy Longhorns           |
| Liam Finn (en) (c)        | 0      | 0      | Wakefield Trinity Wildcats |
| Scott Grix (en) (vc)      | 0      | 0      | Wakefield Trinity Wildcats |
| Matty Hadden (en)         | 0      | 0      | Rochdale Hornets           |
| James Hasson (en)         | 0      | 0      | Wakefield Trinity Wildcats |
| Jack Higginson (en)       | 0      | 0      | Wigan Warriors             |
| Will Hope (en)            | 0      | 0      | Sheffield Eagles           |
| Liam Kay (en)             | 0      | 0      | Toronto Wolfpack           |
| James Kelly (en)          | 0      | 0      | Sheffield Eagles           |
| Joe Keyes (en)            | 0      | 0      | Bradford Bulls             |
| George King (en)          | 0      | 0      | Warrington Wolves          |
| Toby King                 | 0      | 0      | Warrington Wolves          |
| Tyrone McCarthy           | 0      | 0      | Salford Red Devils         |
| Louie McCarthy-Scarsbrook | 0      | 0      | St Helens                  |
| Shannon McDonnell (en)    | 0      | 0      | Unattached                 |
| Michael McIlorum          | 0      | 0      | Wigan Warriors             |
| Alan McMahon (en)         | 0      | 0      | Waterford Vikings          |
| Anthony Mullally          | 0      | 0      | Leeds Rhinos               |
| Api Pewhairangi (en)      | 0      | 0      | London Broncos             |
| Joe Philbin (en)          | 0      | 0      | Warrington Wolves          |
| Oliver Roberts (en)       | 0      | 0      | Huddersfield Giants        |
| Brad Singleton (en)       | 0      | 0      | Leeds Rhinos               |

## Poule D

### Fidji
Entraîneur:  Mick Potter
| Joueur                   | Matcs | Points | Club                          |
| ------------------------ | ----- | ------ | ----------------------------- |
| Kane Evans (en)          | 0     | 0      | Sydney Roosters               |
| Salesi Faingaa (en)      | 0     | 0      | Parramatta Eels               |
| Jarryd Hayne             | 0     | 0      | Gold Coast Titans             |
| Tui Kamikamica (en)      | 0     | 0      | Melbourne Storm               |
| Viliame Kikau            | 0     | 0      | Penrith Panthers              |
| Apisai Koroisau          | 0     | 0      | Manly-Warringah Sea Eagles    |
| Joe Lovadua (en)         | 0     | 0      | St. George Illawarra Dragons  |
| Henry Raiwalui (en)      | 0     | 0      | Mount Pritchard Mounties      |
| Taane Milne              | 0     | 0      | St. George Illawarra Dragons  |
| Sitiveni Moceidreke (en) | 0     | 0      | South Sydney Rabbitohs        |
| Marcelo Montoya (en)     | 0     | 0      | Canterbury-Bankstown Bulldogs |
| Kevin Naiqama (c)        | 0     | 0      | Wests Tigers                  |
| Ben Nakubuwai (en)       | 0     | 0      | Gold Coast Titans             |
| Mikaele Ravalawa (en)    | 0     | 0      | Canberra Raiders              |
| Junior Roqica (en)       | 0     | 0      | London Broncos                |
| Jacob Saifiti (en)       | 0     | 0      | Newcastle Knights             |
| Ashton Sims              | 0     | 0      | Warrington Wolves             |
| Korbin Sims (en)         | 0     | 0      | Brisbane Broncos              |
| Pio Seci (en)            | 0     | 0      | Nabua Broncos                 |
| James Storer (en)        | 0     | 0      | Port Kembla Blacks            |
| Akuila Uate              | 0     | 0      | Manly-Warringah Sea Eagles    |
| Eloni Vunakece (en)      | 0     | 0      | Sydney Roosters               |
| Suliasi Vunivalu         | 0     | 0      | Melbourne Storm               |
| Brayden Wiliame          | 0     | 0      | Catalans Dragons              |

### États-Unis
Entraîneur:  Brian McDermott & Assistants : Mark Gliddon & Sean Rutgerson.
| Joueur                      | Matcs | Points | Club                     |
| --------------------------- | ----- | ------ | ------------------------ |
| Jonathan Taylor Alley       | 0     | 0      | Central Florida Warriors |
| Ryan Burroughs              | 0     |        | Toronto Wolfpack         |
| Charles Cortalano           | 0     | 0      | White Plains Wombats     |
| Joseph Eichner              | 0     | 0      | Toronto Wolfpack         |
| Bureta Faraimo              | 0     | 0      | New Zealand Warriors     |
| Gabriel Farley              | 0     | 0      | Philadelphia Fight       |
| Kristian Freed              | 0     | 0      | White Plains Wombats     |
| Daniel Howard               | 0     | 0      | Wentworthville Magpies   |
| Stephen Howard              | 0     | 0      | Mounties                 |
| Martwain Johnston           | 0     | 0      | Delaware Black Foxes     |
| Andrew Kneisly              | 0     | 0      | Philadelphia Fight       |
| Corey Makelim               | 0     | 0      | Mounties                 |
| Fotukava Malu               | 0     | 0      | Atlanta Rhinos           |
| David Marando               | 0     | 0      | Belrose Eagles           |
| Nicholas Newlin             | 0     | 0      | Atlanta Rhinos           |
| Mark Offerdahl              | 0     | 0      | London Broncos           |
| Edward Pettybourne          | 0     | 0      | Tweed Heads Seagulls     |
| Joshua Rice                 | 0     | 0      | New York Knights         |
| Matthew Shipway             | 0     | 0      | South Newcastle          |
| Matthew Tochtermann-Talbott | 0     | 0      | Tweed Heads Seagulls     |
| David Ulch                  | 0     | 0      | Tampa Mayhem             |
| Taioalo Junior Vaivai       | 0     | 0      | Illawarra Wests Devils   |
| Matthew Walsh               | 0     | 0      | White Plains Wombats     |

### Italie
Entraîneur:  Cameron Ciraldo
| Joueur                   | Matchs | Points | Club                          |
| ------------------------ | ------ | ------ | ----------------------------- |
| Daniel Alvaro (en)       | 0      | 0      | Parramatta Eels               |
| Mirco Bergamasco         | 0      | 0      | Saluzzo Roosters              |
| Nathan Brown (en)        | 0      | 0      | Parramatta Eels               |
| Christophe Calegari (en) | 0      | 0      | Palau XIII Broncos            |
| Jake Campagnolo (en)     | 0      | 0      | Northern Pride                |
| Terry Campese            | 0      | 0      | Queanbeyan Blues              |
| Justin Castellaro (en)   | 0      | 0      | Northern Pride                |
| Gioele Celerino (en)     | 0      | 0      | Saluzzo Roosters              |
| Chris Centrone (en)      | 0      | 0      | Wyong Roos                    |
| Mason Cerruto (en)       | 0      | 0      | Penrith Panthers              |
| Ryan Ghietti (en)        | 0      | 0      | Northern Pride                |
| Oliver Gildart           | 0      | 0      | Wigan Warriors                |
| Jaume Giorgis (en)       | 0      | 0      | Saluzzo Roosters              |
| Gavin Hiscox (en)        | 0      | 0      | Central Queensland Capras     |
| Jack Johns (en)          | 0      | 0      | Newcastle Knights             |
| Richard Lepori (en)      | 0      | 0      | Oldham Roughyeds              |
| Josh Mantellato          | 0      | 0      | Wyong Roos                    |
| Mark Minichiello (en)    | 0      | 0      | Hull FC                       |
| Nathan Milone (en)       | 0      | 0      | Wests Tigers                  |
| Giuseppe Pagani (en)     | 0      | 0      | Lions Brescia                 |
| Ricardo Parata (en)      | 0      | 0      | Burleigh Bears                |
| Dean Parata (en)         | 0      | 0      | Blacktown Workers             |
| Emanuele Passera (en)    | 0      | 0      | XIII del Ducato               |
| Edoardo Pezzano (en)     | 0      | 0      | Spartans Catania              |
| Kieren Quabba (en)       | 0      | 0      | Townsville Blackhawks         |
| Joel Riethmuller (en)    | 0      | 0      | Northern Pride                |
| Brenden Santi (en)       | 0      | 0      | Wyong Roos                    |
| James Tedesco            | 0      | 0      | Wests Tigers                  |
| Joe Tramontana (en)      | 0      | 0      | Canterbury-Bankstown Bulldogs |
| Paul Vaughan (en)        | 0      | 0      | St. George Illawarra Dragons  |
| Jayden Walker (en)       | 0      | 0      | Cronulla-Sutherland Sharks    |
| Colin Wilkie (en)        | 0      | 0      | Northern Pride                |
| Shannon Wakeman (en)     | 0      | 0      | Huddersfield Giants           |